# Babine River Corridor Park
Babine River Corridor Park är en park i Kanada.   Den ligger i provinsen British Columbia, i den centrala delen av landet, 3 700 km väster om huvudstaden Ottawa. Babine River Corridor Park ligger 893 meter över havet.
Terrängen runt Babine River Corridor Park är kuperad. Trakten runt Babine River Corridor Park är nära nog obefolkad, med mindre än två invånare per kvadratkilometer.. Det finns inga samhällen i närheten.
I omgivningarna runt Babine River Corridor Park växer i huvudsak barrskog.